# Alex Bunbury
Alexander "Alex" Bunbury, född 18 juni 1967 i Plaisance, Guyana, är en kanadensisk fotbollstränare och före detta spelare.

## Karriär

### Klubblag
Alex Bunbury startade sin karriär i Hamilton Steelers 1987. Efter en säsong vardera i Toronto Blizzard och Montreal Supra så värvades han till West Ham United 1992.
Efter att bara deltagit i sex matcher under säsongen, så flyttade han till portugisiska Marítimo där han under sin andra säsong blev utsedd till årets utländska spelare i Primeira Liga. Under sina fem år i Marítimo blev han utsedd till årets spelare i klubben fyra gånger.
Bunbury ville dock lämna Portugal 1999 för att komma närmare hemstaden Montreal och skrev då på för Kansas City Wizards där han spelade två säsonger innan han avslutade sin aktiva karriär för att istället bli tränare.
I april 2006 blev Alex Bunbury invald i Kanadas Hall of Fame.

### Landslag
Alex Bunbury gjorde debut för Kanadas landslag i augusti 1986 i en match mot Singapore och gjorde totalt 65 landskamper och 16 mål. Han deltog i två turneringar; CONCACAF Gold Cup 1993 samt CONCACAF Gold Cup 1996. Bunbury gjorde sin sista match för Kanada i november 1997 mot Costa Rica.

#### Internationella mål
Kanadas resultat står först
| Nr | Datum             | Plats                                   | Motståndare | Mål | Resultat | Tävling                |
| -- | ----------------- | --------------------------------------- | ----------- | --- | -------- | ---------------------- |
| 1  | 30 augusti 1986   | Singapore, Singapore                    | Indonesien  |     | 4–0      | Merlion Cup            |
| 2  | 6 september 1986  | Singapore, Singapore                    | Singapore   | 1–0 | 1–0      | Merlion Cup            |
| 3  | 30 september 1987 | Cuscatlán, San Salvador, El Salvador    | El Salvador |     | 1–2      | Vänskapsmatch          |
| 4  | 15 november 1992  | Swangard, Burnaby, Kanada               | Bermuda     | 1–0 | 4–2      | Kval till VM 1994      |
| 5  | 15 november 1992  | Swangard, Burnaby, Kanada               | Bermuda     | 2–0 | 4–2      | Kval till VM 1994      |
| 6  | 15 november 1992  | Swangard, Burnaby, Kanada               | Bermuda     | 3–0 | 4–2      | Kval till VM 1994      |
| 7  | 4 april 1993      | Estadio Nacional, Tegucigalpa, Honduras | Honduras    | 2–1 | 2–2      | Kval till VM 1994      |
| 8  | 11 april 1993     | Swangard, Burnaby, Kanada               | El Salvador | 1–0 | 2–0      | Kval till VM 1994      |
| 9  | 9 maj 1993        | Varsity Stadium, Toronto, Kanada        | Mexiko      | 1–0 | 1–2      | Kval till VM 1994      |
| 10 | 15 juli 1993      | Aztecastadion, Mexico City, Mexiko      | Martinique  | 2–0 | 2–2      | CONCACAF Gold Cup 1993 |
| 11 | 26 januari 1995   | Varsity Stadium, Toronto, Kanada        | Portugal    | 1–1 | 1–1      | SkyDome Cup            |
| 12 | 10 oktober 1996   | Commonwealth Stadium, Edmonton, Kanada  | Kuba        | 1–0 | 2–0      | Kval till VM 1998      |
| 13 | 3 november 1996   | Swangard, Burnaby, Kanada               | El Salvador | 1–0 | 1–0      | Kval till VM 1998      |
| 14 | 15 december 1996  | Cuscatlán, San Salvador, El Salvador    | El Salvador | 2–0 | 2–0      | Kval till VM 1998      |
| 15 | 14 september 1997 | Cuscatlán, San Salvador, El Salvador    | El Salvador | 1–1 | 1–4      | Kval till VM 1998      |
| 16 | 12 oktober 1997   | Commonwealth Stadium, Edmonton, Kanada  | Mexiko      | 1–1 | 2–2      | Kval till VM 1998      |

## Meriter

### Klubblag
Kansas City Wizards
- MLS Cup: 2000
- MLS Supporters' Shield: 2000

### Individuellt
- Årets spelare i Kanada: 1993, 1995
- Årets utländska spelare i Primeira Liga: 1995